# Louis Schmoll
Louis Maurice Schmoll, né dans le 3e arrondissement de Paris le 24 novembre 1872 et mort au camp de concentration d'Auschwitz le 25 novembre 1943, est un avocat et un auteur dramatique français.

## Biographie
Avocat à la Cour d'Appel de Paris, il est admis à la goguette du Cornet lors de son 180e dîner, organisé le 1er avril 1914 à la Taverne de Paris, 3 avenue de Clichy. Il y entre ce soir-là, avec Dominique Bonnaud, Henry Grégoire et Numa Blès.
Arrêté à Compiègne alors qu'il apportait des provisions à sa fille Odette, internée politique, il est transféré au camp de Drancy le 9 novembre 1943 avant d'être déporté à Auschwitz par le convoi n° 62 du 20 novembre 1943.
Louis Schmoll figure sur le Mur des Noms du Mémorial de la Shoah à Paris (dalle n° 41, colonne n° 14, rangée n° 2).

## Œuvres
Comme auteur de théâtre
- 1891 : Pour le bon motif, comédie en 1 acte, à la Salle Dupré (février)
- 1893 : Germaine, drame en 3 actes, au théâtre d'Application (2 mars)
- 1897 : Les Singeries de l'année, revue en 1 acte et 2 tableaux avec André Alphandéry[3], au Concert Parisien (6 février)
- 1900 : Le Petit Assommoir, bouffonnerie en 9 tableaux, mêlée de chant, avec Louis Bouvet, au Concert de la Gaîté-Rochechouart (29 novembre)
- 1901 : Échange de bals, vaudeville en 1 acte, au Concert de l'Époque (22 février)
- 1901 : Les Turpitudes de Pitou / Pitou, pochade militaire en 1 acte, musique de Laurent Halet, au théâtre des Ambassadeurs (21 avril)
- 1901 : Le Congrès des cocottes, folie-vaudeville en 1 acte, avec Louis Bouvet, à Bobino (3 mai)
- 1902 : Le Billet de Loche... ment !, parodie en 3 actes avec Fabrice Lémon et Fernand de Rouvray, à Ba-Ta-Clan (28 mars)
- 1902 : L'Évasion de Bridaine, pièce en 2 actes avec Paul Febvre, au Concert de la Gaîté-Rochechouart (5 décembre)

Comme auteur de chanson
- 1888 : Les Emplettes !, paysannerie, musique d'Émile Spencer
- 1897 : La Débutante !, chansonnette, musique de Fred Tomy[4]
- 1897 : Les Petites Danseuses de l'Opéra !, chanson, musique d'Eugène Poncin
- 1897 : Les Petites Théâtreuses !, chansonnette, musique de Pierrat Tomy
- 1897 : Puisque ça te fait plaisir !, chansonnette, musique d'Émile Spencer[5]
- 1898 : Dans mon régiment !, grande scène militaire, musique d'Émile Spencer
- 1898 : Frisson d'amour !, poésie, musique d'Henri Waïss
- 1898 : Le Joyeux Pochard !, chansonnette, musique d'Émile Spencer
- 1898 : Ne m'embrassez pas, musique d'Henri Dérouville[6] et Charles Raiter
- 1898 : Sur sa bicyclette, musique d'Henri Dérouville et Charles Raiter
- 1900 : La Recommandation !, chanson, musique d'Henri Dérouville et Charles Raiter
- 1901 : On n'en a pas pour son argent !, chanson, musique de Henri Christiné
- 1902 : La Femme divorcée !, chansonnette, musique d'Harry Fragson